# ダニエラ・ヴァリーンスカ
ダニエラ・ヴァリーンスカ（Daniela Varínska、1946年3月8日 - ）は、スロバキア出身のピアニスト。

## 略歴
ニトラにダニエラ・ルソー(Daniela Rusó)として生まれる。1960年からブラチスラヴァ音楽院でアルジュベタ・エラノヴァーにピアノを師事。1966年にブラチスラヴァ舞台芸術アカデミーに進学し、アンナ・カフェンドヴァーとルドルフ・マクジンスキの各氏に師事。アカデミー在学中の1967年から翌年にかけてレニングラード音楽院に留学し、ドミトリ・スヴェトゾロフの下で研鑽を積んだ。1971年にカデミーを卒業後は1983年までブラチスラヴァ音楽院のピアノ科講師を務め、1990年からブラチスラヴァ舞台芸術アカデミーの講師となった。1995年から同校の助教授となり、2004年に教授に昇格した。